# Pirrit Hills
Pirrit Hills är en kulle i Antarktis. Den ligger i Västantarktis. Chile gör anspråk på området. Toppen på Pirrit Hills är 1 293 meter över havet.
Terrängen runt Pirrit Hills är platt, och sluttar brant österut. Trakten är obefolkad. Det finns inga samhällen i närheten. 